# Cantina sociale

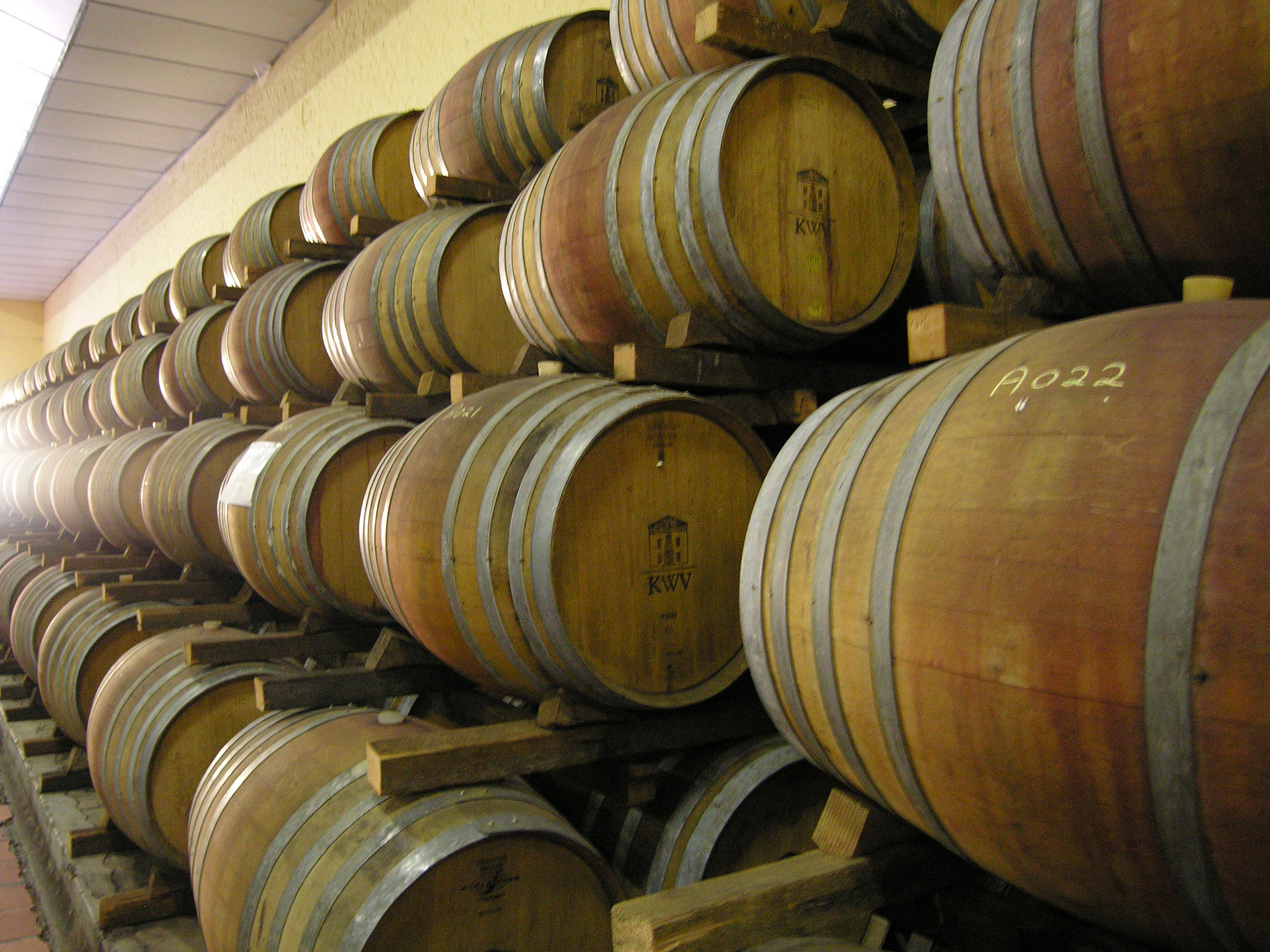
La cantina d'invecchiamento della Koöperatieve Wijnbouwers Vereniging (Sudafrica)

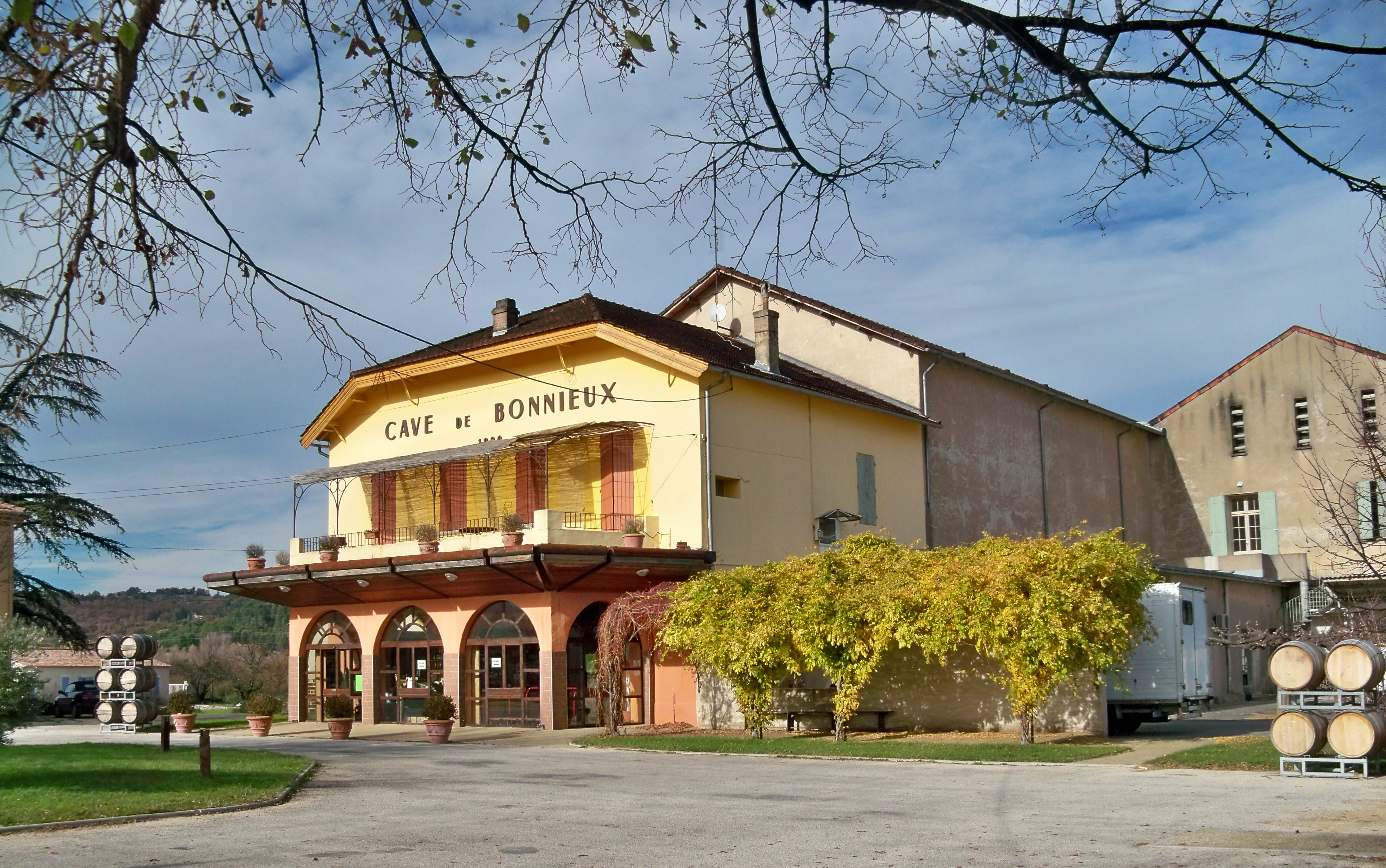
La cantina sociale di Bonnieux in Francia

Una cantina sociale è una cooperativa alla quale i soci conferiscono i prodotti dei propri vigneti per la produzione e lavorazione del vino e per la vendita all'ingrosso o al minuto.

## Finalità

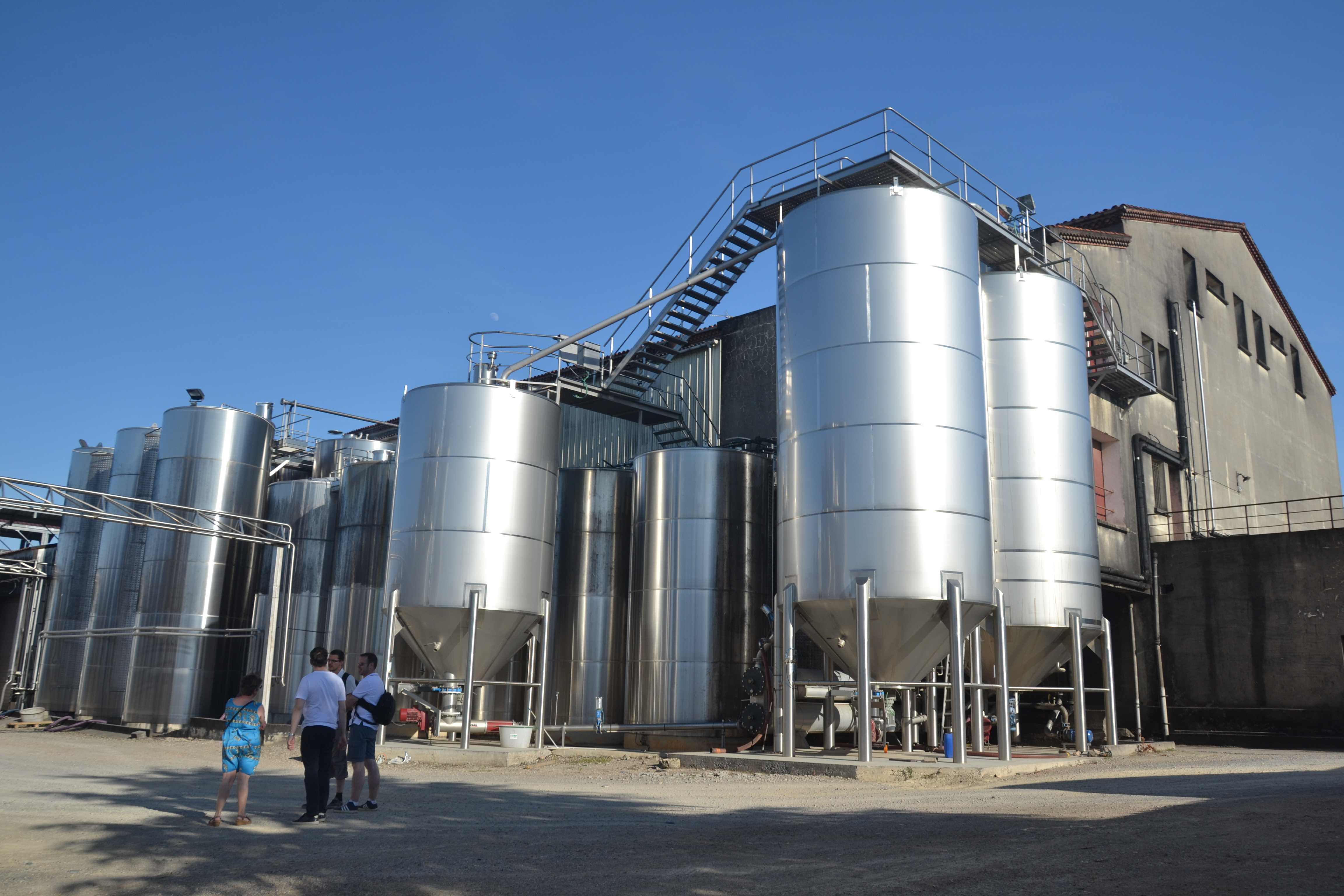
Cave coopérative d'Abeilhan, in Francia: recipienti per lo stoccaggio in acciaio

La vinificazione in forma associata ha tra le proprie finalità quella di realizzare economie di scala e consente l'acquisizione di attrezzature di vinificazione, l'assunzione di enologi e tecnici esperti e la messa in atto di tecniche di pubblicizzazione e commercializzazione dei prodotti che i soci singolarmente non si potrebbero permettere. Ciò rende la presenza delle cantine sociali più rilevante nelle regioni vinicole dove le aziende sono di piccole dimensioni, e dove l'associazionismo per alcune aziende diventa quindi quasi una necessità.
Inoltre dovrebbe permettere ai soci di remunerare in modo adeguato il proprio lavoro e di gestire l'azienda in forma trasparente, democratica e solidaristica.
Tra i vantaggi della vinificazione in forma cooperativa in molti paesi c'è anche la possibilità di accedere a finanziamenti pubblici specifici, come ad esempio quelli previsti dall'Unione europea.

## Storia

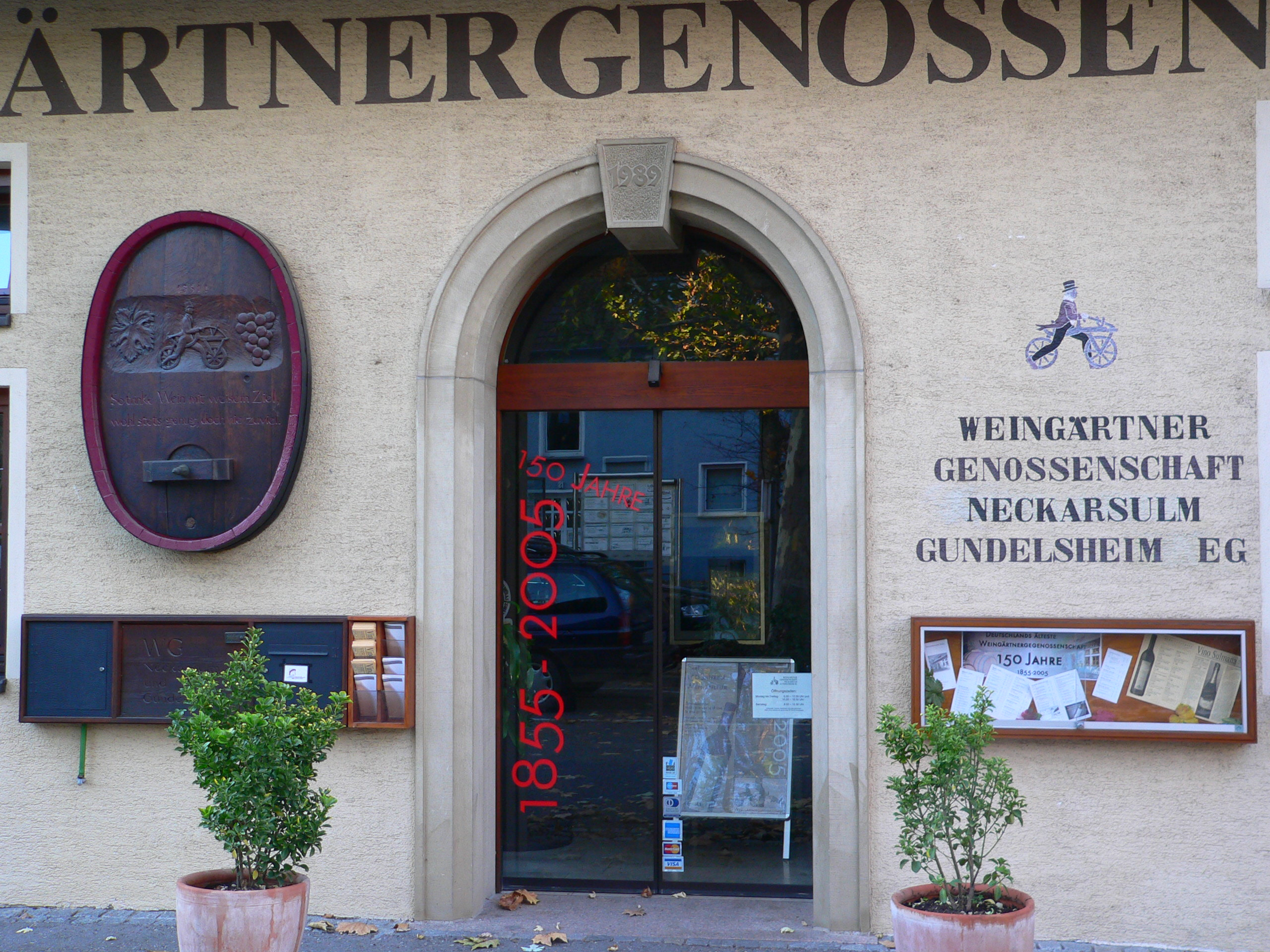
WeinGaertner della Neckarsulm-Gundelsheim eG in Germania, fondata nel 1855.

Le prime cantine sociali furono costituite in Germania, dove in genere le cooperative per la vinificazione vengono chiamate Winzergenossenschaft. Le prime associazioni di questo tipo risalgono ad un periodo che precede l'adozione di specifiche leggi sull'associazionismo in agricoltura. Già nel 1834 un'unione di viticoltori del Neckarsulm (Württemberg) produceva e commercializzava il mosto ottenuto dalla pigiatura dell'uva prodotta dai soci, vinificandone anche una parte. In Prussia nel 1867 venne adottata una legge sull'associazionismo (Genossenschaftsgesetz) che entrò in vigore in tutta la Confederazione Tedesca del Nord nel 1868. Una delle prime cooperative tra viticoltori fondata sulla base di tale legislazione, la Winzerverein Mayschoß, venne costituita nel 1868 a Mayschoß nella valle dell'Ahr ed è oggi la più antica cantina sociale tedesca tuttora in attività.
In Italia, la fondazione della prima cantina sociale risale al 1891, con la nascita della Cantina sociale cooperativa intercomunale di Oleggio, in provincia di Novara.
Seconda in Italia, dal 1908 la Cantina Sociale di Gattinara (provincia di Vercelli), ancora oggi operativa e la più antica cantina sociale originaria in attività.
In Francia viene citata a volte come prima cantina sociale (cave coopérative de vinification) quella fondata a Damery nel 1891 da Renè Lamarre, un agitatore politico che aveva come obiettivo quello di organizzare i vignaioli locali contro lo strapotere delle grandi case vinicole. L'esperimento ebbe vita breve e funzionò solo fino al 1893. Alcune delle più antiche cantine sociali francesi si trovano in Alsazia, come ad esempio quella di Ribeauvillé (Rappoltsweiler Winzerverein), fondata nel 1895 e tuttora in attività. Va però tenuto conto che tra la fine del XIX secolo e l'inizio del XX secolo la regione faceva parte dell'Impero Tedesco.

## Funzionamento
Le cantine sociali possono o meno prevedere il conferimento totale delle uve da parte dei soci. Questa condizione viene in genere stabilita nello statuto della cantina sociale, e può avere effetti anche importanti sulla qualità del vino prodotto. Il conferimento totale da parte dei soci evita il rischio che questi vinifichino in proprio le uve migliori oppure le vendano a vinificatori terzi nel caso che questi offrano loro un prezzo più alto. Comportamenti di questo tipo possono evidentemente mettere in forse la stabilità qualitativa e quantitativa dei vini prodotti dalla cantina. Proprio per questo gli statuti ed i regolamenti interni delle cantine prevedono a volte specifiche penalità a carico dei soci che non adempiono agli obblighi assunti per quanto riguarda il conferimento delle uve alla cantina. Non sempre le cantine sociali imbottigliano e commercializzano in proprio il vino prodotto, che a volte viene invece venduto ad imbottigliatori terzi.

## Qualità dei prodotti

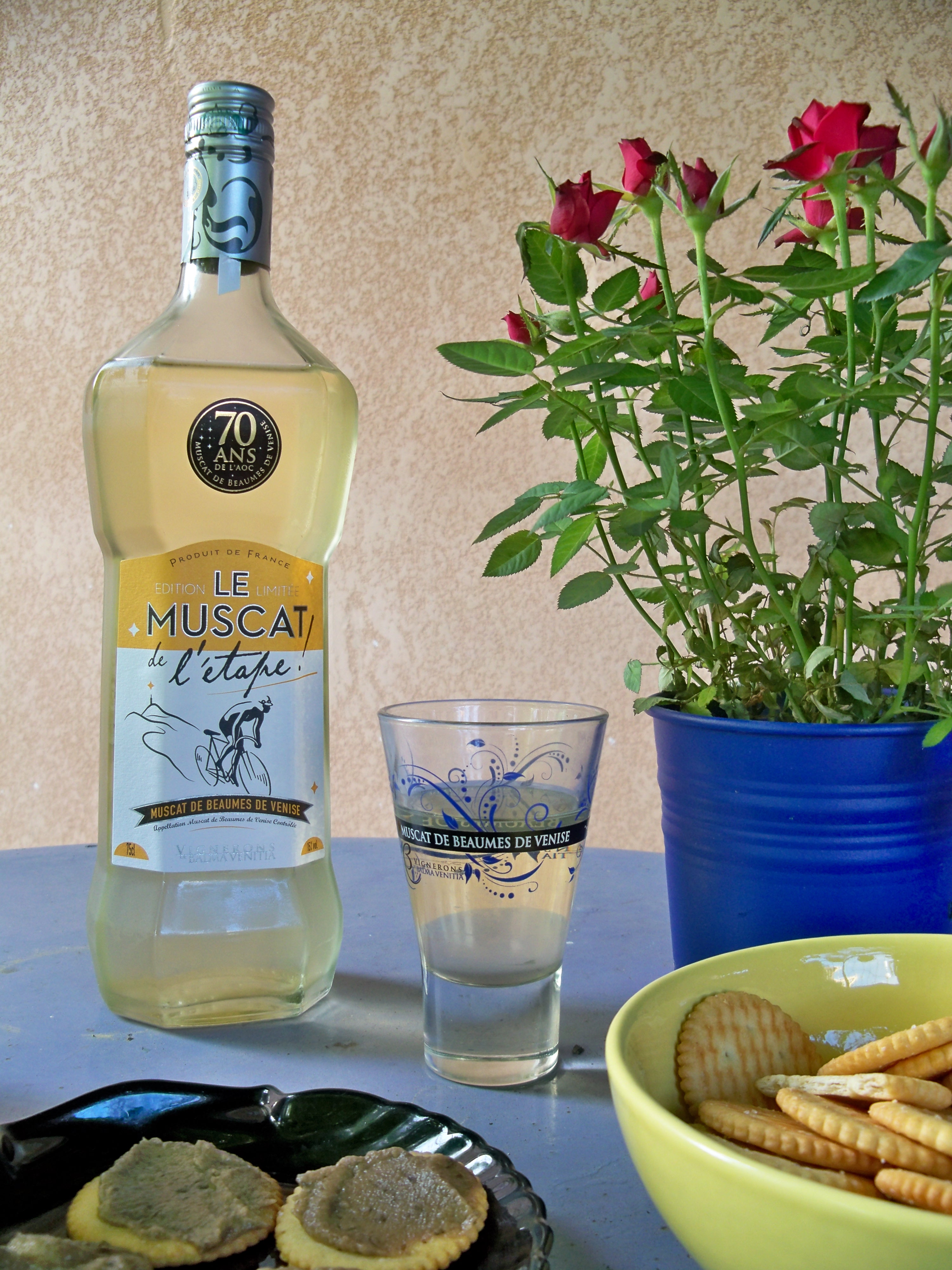
Muscat Beaumes de Venise AOC della cooperativa Balma Venitia nella Valle del Rodano, in Francia.

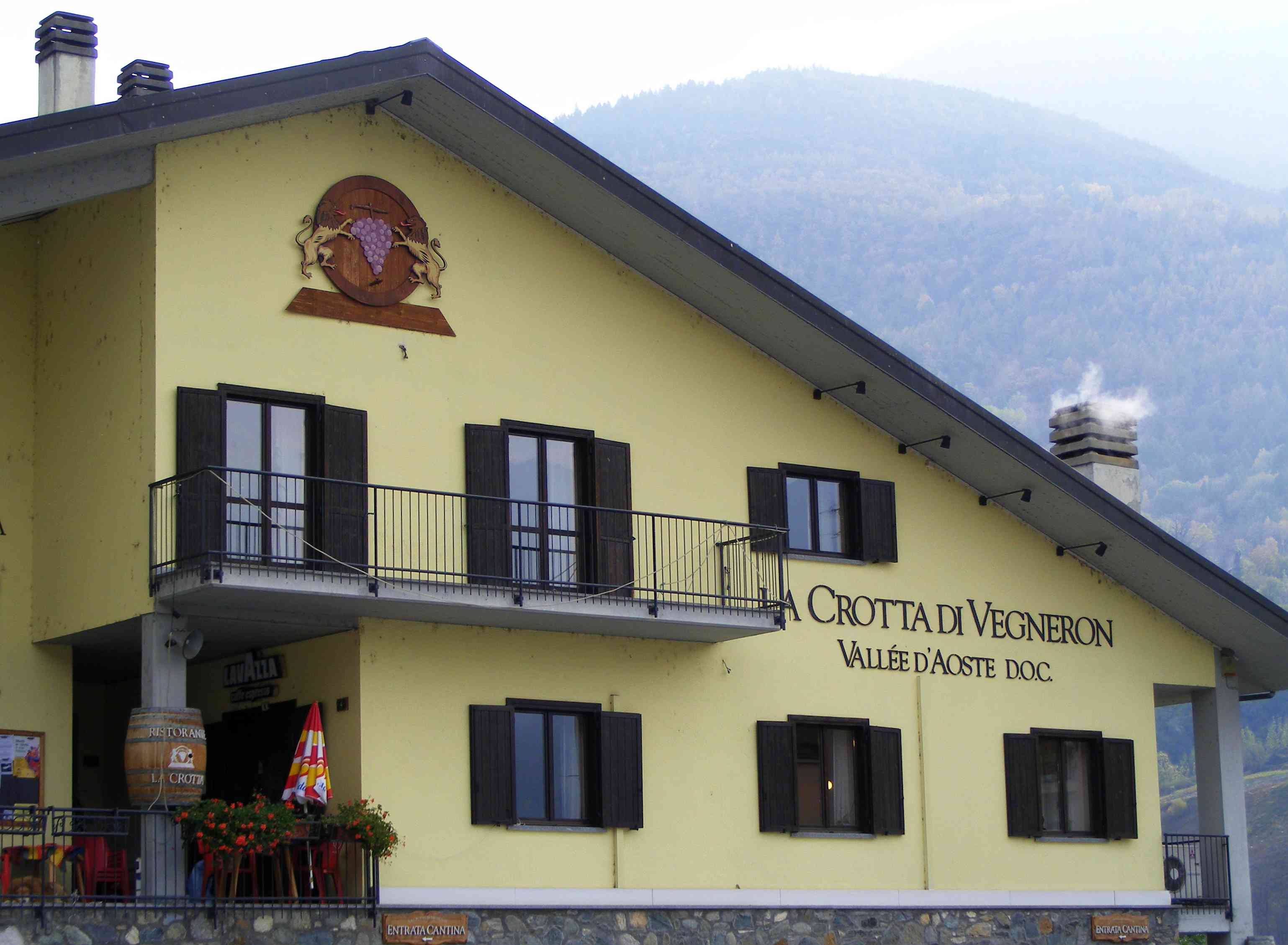
Crotta di végneron in Valle d'Aosta.

I vini prodotti dalle cantine sociali vengono a volte percepiti dal consumatore come di qualità medio-bassa e lontani dall'eccellenza qualitativa che possono offrire le case vinicole private più blasonate. Se questo può essere vero nel caso di alcune grandi cantine sociali le realtà più piccole si indirizzano invece spesso su prodotti di alta qualità, spesso decisamente di nicchia.
In alcuni territori viticoli le cantine sociali nel loro complesso (e non solo quindi la singola realtà aziendale) vengono considerate dagli esperti del settore in grado di offrire prodotti di ottima qualità.